# 赫蘇斯瑪利亞森普倫市 (蘇利亞州)

赫蘇斯瑪利亞森普倫市（西班牙語：Municipio Jesús María Semprún），是委內瑞拉的一個市，位於該國西北部蘇利亞州，首府設於卡西瓜-埃爾庫沃，始建於1841年11月18日，面積5,845平方公里，海拔高度100米，2008年人口23,972，人口密度每平方公里4,101.28人。